# الغولاء
الغولاء قرية سعودية، تتبع مركز عسفان في محافظة الجموم بمنطقة مكة المكرمة. تقع في شمال غرب مكة المكرمة يسكنها الحمران والخميسي من قبيلة حرب بمسافة تقارب (60) كم.